# Ivan Blatný
Ivan Blatný (geboren 21. Dezember 1919 in Brünn; gestorben 5. August 1990 in Colchester, England) war tschechischer Dichter und Mitglied der Gruppe 42.

## Leben
Bereits 1928 nahm er an einem Wettbewerb der Tageszeitung Lidové noviny teil. Sein Vater, der Dichter und Theaterkritiker Lev Blatný, starb bereits 1930, die Mutter drei Jahre später. Ivan Blatný wurde dann von seiner Großmutter und seinem Onkel großgezogen. Sein literarischer Mentor und Förderer war der neunzehn Jahre ältere Vítězslav Nezval.

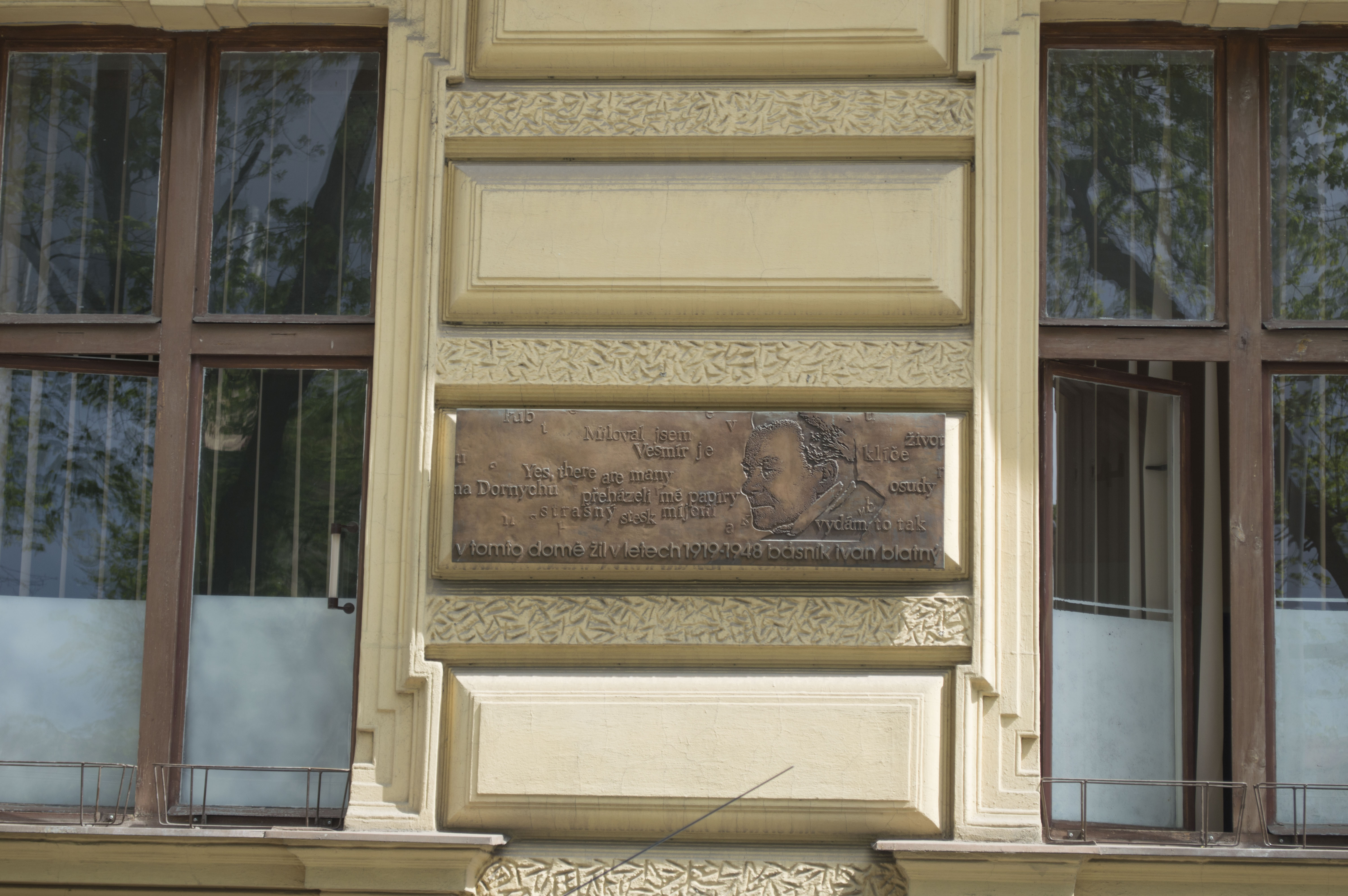
Gedenktafel an Blatnýs Wohnhaus in Brünn

Blatný besuchte das Gymnasium und studierte danach Tschechisch, Deutsch und Esperanto an der Philosophischen Fakultät der Masaryk-Universität in Brünn. Nach Beendigung des Hochschulstudiums führte er einen optischen Betrieb, den er von seinem Großvater erbte, und begann Artikel in Zeitschriften zu veröffentlichen. Blatný veröffentlichte außerdem zwischen 1940 und 1947 mehrere Lyrikbände.
Nach dem Zweiten Weltkrieg trat er in die Kommunistische Partei KSČ ein und nahm 1948 mit einer aus drei Mitgliedern des Syndikats tschechischer Schriftsteller gestellten Abordnung an einer Reise nach London teil, von der er nicht mehr zurückkam. In der tschechischsprachigen Sendung der BBC kritisierte er die Unterdrückung der Freiheit der Kultur und des freien Schaffens in der Tschechoslowakei. Daraufhin wurde er als Verräter eingestuft, sein Vermögen konfisziert, die Staatsangehörigkeit entzogen und seine Gedichte verboten.

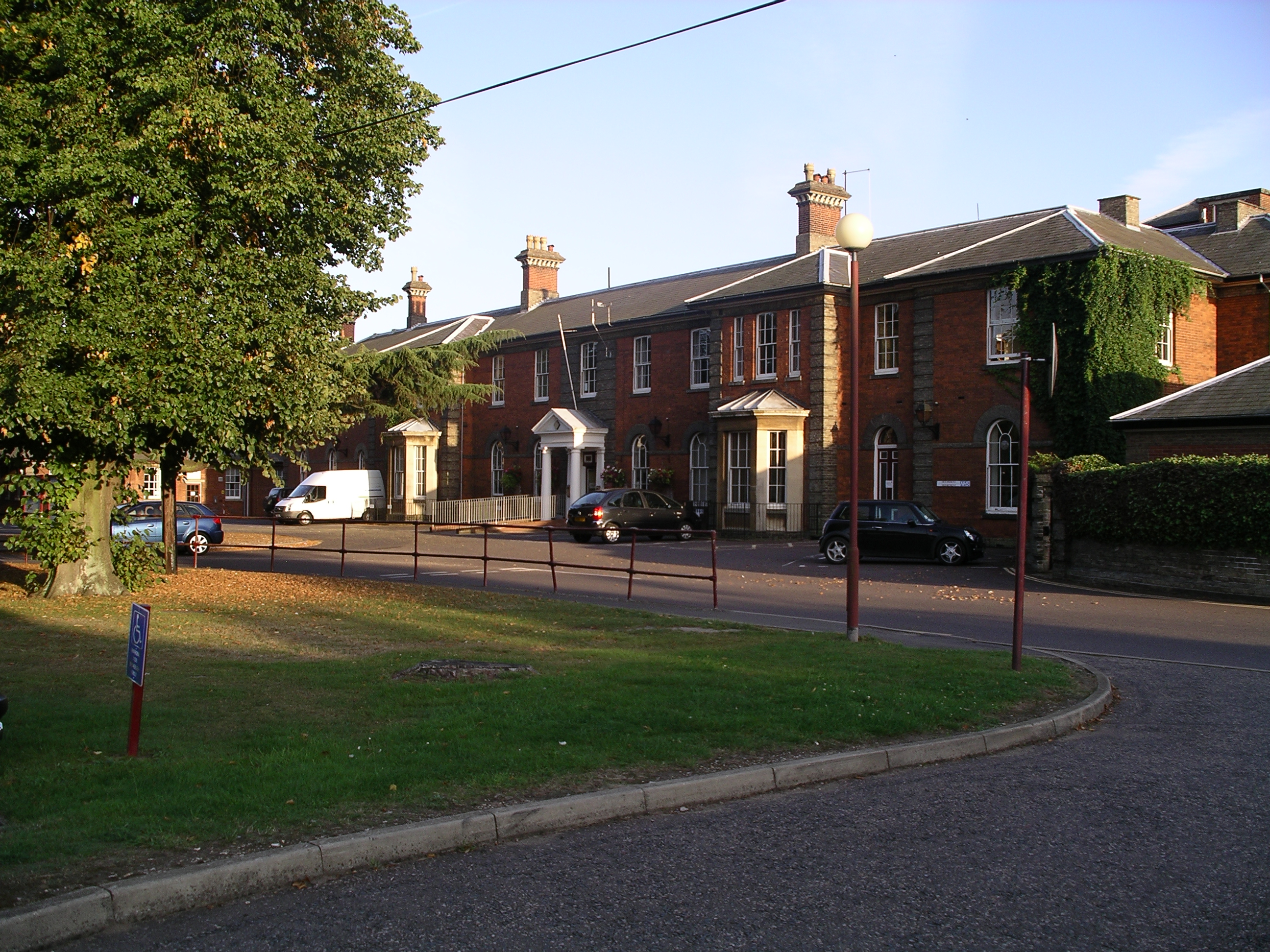
Das ehemalige psychiatrische Krankenhaus in Ipswich

Sein Leben im Exil war gekennzeichnet von materiellen Sorgen und psychischen Auffälligkeiten. Ob bei ihm von einer psychischen Krankheit (paranoide Schizophrenie) gesprochen werden kann, ist nicht gesichert. Blatný litt aber auf alle Fälle an Verfolgungswahn und fürchtete (nicht ganz zu Unrecht), vom Geheimdienst verfolgt – oder sogar entführt zu werden. U.a. wegen seiner Zusammenarbeit mit der BBC und Radio Free Europe. 1954 kam er in die psychiatrische Klinik Claybury Hospital in Essex, 1963 dann in das sogenannte „Hope House“ unweit der psychiatrischen Klinik in Ipswich (Suffolk) und 1985 schließlich zur Betreuung in eine Pension nach Clacton-on-Sea. Er starb 1990, seine Asche wurde auf dem Brünner Zentralfriedhof beigesetzt.
1977 lernte er die Krankenschwester Frances Meacham kennen, die seine Werke nach Kanada schickte. Dort wurden seine Gedichte durch den Verlag 68 Publishers veröffentlicht. Beide dort publizierten Bände erschienen unabhängig davon auch in einer Prager Samizdat-Edition.

## Deutschsprachige Ausgaben
- Landschaft der neuen Wiederholungen, Tschechisch-Deutsch, übersetzt von Radim Klekner, Verlag C. Weihermüller, Leverkusen 1992
- Alte Wohnsitze, Tschechisch-Deutsch, übersetzt von Christa Rothmeier, Edition Korrespondenzen, Wien 2005
- Hilfsschule Bixley & andere Gedichte I-V, übertragen von Frank-Wolf Matthies, Berlin 2013–2017
- Hilfsschule Bixley, übersetzt und mit Nachwort versehen von Jan Faktor und Annette Simon, Edition Korrespondenzen, Wien 2018